# ريمي ريو
ريمي ريو (بالفرنسية: Rémy Riou) (6 أغسطس 1987 في ليون) لاعب كرة قدم فرنسي يلعب حاليا لصالح نادي الدرجة الأولى أوكسير الفرنسي في مركز حارس مرمى .

## المسيرة الرياضية
بدأ ريو مسيرته الرياضية في نادي ليون سنة 2003 ولكنه فشل في اللعب في أي مباراة بسبب تألق الأساسي غريغوري كوبيه والاحتياطي ريمي فيركوتر وبالتالي تمت إعارته إلى نادي لوريان طوال موسم 2006-2007 حيث شارك في أول مباراة رسمية أمام نادي مرسيليا وساهم في تحقيق نتيجة الفوز 1-0 في 4 نوفمبر 2006 . في يوليو 2007 وافق على الانتقال إلى نادي أوكسير وشارك في أول مباراة رسمية أمام نادي كاين وانتهت المباراة بالفوز 1-0 في 18 أغسطس 2007 .

## روابط خارجية
- ريمي ريو على موقع اتحاد تركيا (لاعب) (الإنجليزية)
- ريمي ريو على موقع رابطة كرة القدم الفرنسية للمحترفين (الإنجليزية)
- ريمي ريو على موقع إي إس بي إن إف سي (الإنجليزية)
- ريمي ريو على موقع قاعدة بيانات كرة القدم.إي يو (الإنجليزية)
- ريمي ريو على موقع ليكيب (الفرنسية)
- ريمي ريو على موقع Soccerbase.com (لاعب) (الإنجليزية)
- ريمي ريو على موقع Soccerway.com (الإنجليزية)
- ريمي ريو على موقع عالم كرة القدم.نت (الإنجليزية)
- ريمي ريو على موقع AS.com (الإسبانية)